# Tetrastemma tanikelyensis
Tetrastemma tanikelyensis är en djurart som tillhör fylumet slemmaskar, och som beskrevs av Kirsteuer 1965. Tetrastemma tanikelyensis ingår i släktet Tetrastemma och familjen Tetrastemmatidae. Inga underarter finns listade i Catalogue of Life.